# Herrería
Herrería è un comune spagnolo di 26 abitanti situato nella comunità autonoma di Castiglia-La Mancia.